# Mylagaulidae
I milagaulidi (Mylagaulydae) sono una famiglia preistorica di roditori sciuromorfi. I loro resti risalgono al Neogene e sono stati trovati nell'America del Nord e in Cina.
La specie più antica conosciuta della famiglia  è il Trilaccogaulus montanensis, vissuto nell'Oligocene superiore, circa 29 milioni di anni fa; la più recente è il Ceratogaulus hatcheri, risalente all'inizio del Pliocene, circa 5 milioni di anni fa.

## Sistematica
I membri della famiglia sono classificati in tre sottofamiglie.
- Sottofamiglia Promylagaulinae
  - Genere Crucimys
  - Genere Promylagaulus
  - Genere Trilaccogaulus
  - Genere Simpligaulus

- Sottofamiglia Mesogaulinae
  - Genere Mesogaulus

- Sottofamiglia Mylagaulinae
  - Genere Alphagaulus
  - Genere Ceratogaulus
  - Genere Hesperogaulus
  - Genere Mylagaulus
  - Genere Pterogaulus
  - Genere Umbogaulus

- incertae sedis
  - Genere Galbreathia, forse appartenente a Mylagaulinae